# Oxyopes longipalpis
Oxyopes longipalpis là một loài nhện trong họ Oxyopidae.
Loài này thuộc chi Oxyopes. Oxyopes longipalpis được Roger de Lessert miêu tả năm 1946.